# Diaphanogryllacris translucens
Diaphanogryllacris translucens är en insektsart som först beskrevs av Jean Guillaume Audinet Serville 1838.  Diaphanogryllacris translucens ingår i släktet Diaphanogryllacris och familjen Gryllacrididae.

## Underarter
Arten delas in i följande underarter:
- D. t. secunda
- D. t. translucens